# PH調整剤
pH調整剤（ペーハーちょうせいざい、ピーエイチちょうせいざい）、水素イオン濃度調整剤（すいそイオンのうどちょうせいざい）とは、食品添加物のひとつ。食品における腐敗防止や変色防止の目的で加工食品などに含有されている食品添加物の総称。酸性またはアルカリ性の度合を調整するために用いられる。

## 主な添加物
目的に応じ、酸、塩基、塩(えん)類、あるいはこれらを組み合わせた緩衝剤が使われる。
消費者庁が「食品表示基準について」で2021年6月現在、「水素イオン濃度調整剤又はpH調整剤」と表示してよいとしている食品添加物は、指定35種類および酸味料として表示許可されている添加物。
指定35種類
- アジピン酸
- クエン酸
- クエン酸三ナトリウム
- グルコノデルタラクトン
- グルコン酸
- グルコン酸カリウム
- グルコン酸ナトリウム
- コハク酸
- コハク酸一ナトリウム
- コハク酸二ナトリウム
- 酢酸ナトリウム
- DL－酒石酸
- Ｌ－酒石酸
- DL－酒石酸水素カリウム
- Ｌ－酒石酸水素カリウム
- DL－酒石酸ナトリウム
- Ｌ－酒石酸ナトリウム
- 炭酸カリウム（無水）
- 炭酸水素ナトリウム
- 炭酸ナトリウム
- 二酸化炭素
- 乳酸
- 乳酸カリウム
- 乳酸ナトリウム
- 氷酢酸
- ピロリン酸二水素二ナトリウム
- フマル酸
- フマル酸一ナトリウム
- DL－リンゴ酸
- DL－リンゴ酸ナトリウム
- リン酸
- リン酸水素二カリウム
- リン酸二水素カリウム
- リン酸水素二ナトリウム
- リン酸二水素ナトリウム